# Hartwig Suhrbier
Hartwig Franz Heinrich Suhrbier (* 1942 in Lübeck) ist ein deutscher Literaturwissenschaftler und ehemaliger Journalist.
Hartwig Suhrbier wuchs in Roggenstorf (Nordwestmecklenburg) auf. Seit 1953 lebt er im Rheinland. 1969 schloss er sein Studium der Germanistik und Geschichte in Bonn mit der Magisterarbeit „Zur Prosatheorie von Arno Schmidt“ ab (M.A.). Von 1969 bis 1980 war er landespolitischer Korrespondent der Frankfurter Rundschau in Düsseldorf. Von 1980 bis 2005 war Suhrbier WDR-Hörfunkredakteur in Köln.
1978 erhielt Hartwig Suhrbier den Deutschen Preis für Denkmalschutz. Er gehört seit 1998 dem Beirat der Fritz Reuter Gesellschaft an. 2017 wurde er mit dem Fritz-Reuter-Literaturpreis ausgezeichnet.

## Schriften
- Zur Prosatheorie von Arno Schmidt. München 1980. ISBN 3-88377-032-9.
- Blaubarts Geheimnis. Köln 1984. ISBN 3-424-00780-3.
- Das Buch Blaubart. Frankfurt am Main 1987, ISBN 3-458-19034-1.
- [als Hrsg.:] El Hor/El Ha. Prosaskizzen. Göttingen 1991. ISBN 3-88243-182-2.
- Der andere Fritz Reuter. BS-Verl.-Rostock, Bargeshagen 2010. ISBN 978-3-86785-125-1.
- Mecklenburgisches Mosaik. BS-Verl.-Rostock, Bargeshagen 2014. ISBN 978-3-86785-291-3.
- [als Hrsg.:] Lügengeschichten aus Rostock und Hamburg. BS-Verl.-Rostock, Bargeshagen 2015. ISBN 978-3-86785-323-1.
- [als Hrsg.:] Ludwig Reinhard: Neun plattdeutsche Göttergespräche. BS-Verl.-Rostock, Bargeshagen 2016. ISBN 978-3-86785-360-6.
- Illustriert und zensiert. BS-Verl.-Rostock, Bargeshagen 2017. ISBN 978-3-86785-401-6.
- Über Arno Schmidt & einige seiner Werke. Ausgewählte Beiträge aus 50 Jahren. BS-Verl.-Rostock, Bargeshagen 2018. ISBN 978-3-86785-457-3.
- [als Hrsg.:] Lügenschichten aus Rostock und Hamburg. Zweite, vermehrte und durchgesehene Auflage. BS-Verl.-Rostock, Bargeshagen 2019. ISBN 978-3-86785-476-4.
- Gefeiert und Gehasst. Der Demokrat und Satiriker Ludwig Reinhard. Mit einer kommentierten Bibliographie.

Stavenhagen 2023. ISBN 978-3-910030-22-0.